# NGC 3245
NGC 3245 је лентикуларна галаксија у сазвежђу Мали лав која се налази на NGC листи објеката дубоког неба.
Деклинација објекта је + 28° 30' 28" а ректасцензија 10h 27m 18,2s. Привидна величина (магнитуда) објекта NGC 3245 износи 10,7 а фотографска магнитуда 11,7. Налази се на удаљености од 21,550 милиона парсека од Сунца. NGC 3245 је још познат и под ознакама UGC 5663, MCG 5-25-13, CGCG 154-17, IRAS 10245+2845, PGC 30744.